# Jean Robieux
 (août 2022).
Si vous disposez d'ouvrages ou d'articles de référence ou si vous connaissez des sites web de qualité traitant du thème abordé ici, merci de compléter l'article en donnant les références utiles à sa vérifiabilité et en les liant à la section « Notes et références ».
Jean Robieux, né le 15 octobre 1925 à Jugon (Côtes-du-Nord) et mort le 14 juin 2012 au Plessis-Robinson, est un physicien français. Ancien élève de Polytechnique puis docteur ès sciences, il est l’un des principaux spécialistes français du laser et de l'optronique. Il a été directeur scientifique du centre de recherches d'Alcatel à Marcoussis et professeur de robotique et responsable à l'École centrale Paris. Il a aussi émis l’idée initiale de la création de l'École Louis de Broglie en 1988.

## Biographie
Jean Robieux est ancien élève de l'École polytechnique (1946-1949), ancien élève de l'École nationale de l'aviation civile (1949-1951), docteur ès sciences physiques de la faculté des sciences de Paris (1959) et a obtenu un master of Science du California Institute of Technology. Il suit alors les cours du physicien Richard Feynman.
En 1952, il est ingénieur à la société californienne Helipot, puis responsable du contrôle des fabrications de matériel électronique et électrique commandé par l’Aviation civile. Ingénieur puis chef de laboratoire au centre de recherches de CSF, il participe à la fondation du Centre de Corbeville de 1954 à 1961 où ses travaux portent sur la réalisation de câbles hertziens à grand débit, la théorie de l'influence de la précision de fabrication des antennes sur leurs performances, la théorie des lois générales de la liaison entre radiateurs d'ondes, les applications aux ondes de surface et à la propagation, les innovations à l'origine du contrôle électrique du faisceau des antennes par ferrites et semi-conducteurs, méthodes aujourd'hui utilisées dans les radars. Il fonde la Compagnie Cofelec.
Directeur-fondateur du département « Recherches physiques de base » du centre de recherches de la Compagnie générale d’électricité à Marcoussis, il est y responsable des activités Lasers-Matériaux-Composants semi-conducteurs puis directeur scientifique et conseiller scientifique du président du centre de recherches de 1975 à 1990.
Il est également Professeur à l'École centrale de Paris, où il fonde l'option Robotique en troisième année, qu'il dirige entre 1982 et 1989. A Centrale, il est aussi président du Conseil d'administration (puis président d'honneur) et président du conseil scientifique de l’école. Il y suit plus particulièrement le développement du département Matériaux.
Jean Robieux est aussi président de la Société d'encouragement pour l'industrie nationale, qui a pour but de mettre en avant la réussite des entrepreneurs dans l’évolution des techniques et les nouveaux procédés industriels, de 1984 à 1991.
Il s’oriente ensuite vers la décentralisation de la formation et de la recherche en fondant l'École Louis de Broglie à Rennes en 1990, dont il est le Président. L'école forme des ingénieurs généralistes orientés vers l'informatique, la productique, l'électronique, les matériaux et les lasers. La direction de l'École Louis de Broglie et la formation sont assurées par des ingénieurs ayant exercé de hautes responsabilités dans les industries mécaniques et électriques. Cette école s'associera ensuite à deux autres écoles d'ingénieurs : I'ECAM de Lyon et l'EPMI à Cergy -Pontoise (Électricité, Productique, Méthodes Industrielles) pour constituer le groupe ECAM formant environ 300 ingénieurs par an.
Afin de créer de nouvelles technologies à partir de la recherche en mécanique, en particulier pour l'industrie automobile, il fonde l'Institut Maupertuis à Rennes en 2003. La transformation des technologies grâce au laser y est étudiée, en particulier en vue de la réduction du poids des véhicules.
Il est élu membre correspondant de l'Académie des sciences et membre de l'Académie des technologies.

## Travaux
Jean Robieux est à l’origine de la découverte du principe du contrôle de la fusion par laser en 1961, puis de la découverte du principe de la séparation des isotopes par laser, et de la création de particules élémentaires par laser. L’ensemble de ses contributions sont exposées dans son livre High Power Laser Interactions : Isotopes Separation - Nuclear Fusion Control - Elementary Particles Selective Creation. Il obtient la réalisation d'un laser dopé au néodyme émettant 500 joules en 30 ns, 30 fois plus puissant que les lasers construits dans le monde à cette époque.
Il réalise des expériences de principe démontrant la possibilité d'émettre des puissances moyennes supérieures à unité|1 MW. Elles ouvrent la voie à l'arme laser en 1967. En utilisant un laser réalisé par le centre de recherches de Marcoussis, le CEA de Limeil produit, en 1969 pour la première fois au monde et d'une manière reproductible, des neutrons au cours de l'interaction laser-matière, il permet alors d’ouvrir la voie vers le contrôle de la fusion. Entre 1990 et 2010, Jean Robieux participe aux recherches sur la fusion de la matière par laser. Le but de ces recherches est de transformer la matière en énergie (selon la formule E=mc2) : comme sous-produit de cette réaction, de l'énergie électrique pourrait être produite en abondance grâce à un combustible non polluant, l’hydrogène lourd.

## Distinctions
- Officier de la Légion d’honneur (1993)
- Prix quinquennal de l’Institut Montefiore à l’université de Liège (1961)
- Médaille de vermeil pour la Société d'encouragement pour l'industrie nationale (1966)
- Lauréat en 1966 de la médaille Blondel décernée par la Société de l'électricité, de l'électronique et des technologies de l'information et de la communication[2]
- Grand Prix de l’Électronique Général Ferrier (1967)
- Grand Prix technique de la ville de Paris (1972)
- Prix Alexandre Joannidès, Grand Prix de l’Académie des sciences (1974)
- Grande médaille Michel Perret  de la Société d’encouragement pour l’industrie nationale (1977)

## Publications
- Thèse de Doctorat : Lois générales de la liaison entre radiateurs d'ondes.Applications aux ondes de surface et à la propagation
- Exposé devant l'Académie des sciences, le 10 février 1975 : Perspectives ouvertes par l'évolution des recherches dans le domaine du laser
- High Power Interactions : Isotopes separation - Nuclear fusion control - Elementary particles selective creation . Ed. Lavoisier-2000
- Vers l'énergie abondante sans pollution. La fusion nucléaire par laser. Ed.Louis de Broglie-2008
- Towards the end of global warming. Abundant energy without pollution. Laser nuclear fusion». Ed.Louis de Broglie-2009